# Autochthonus chalybiellus
Autochthonus chalybiellus är en fjärilsart som beskrevs av Walsingham 1891. Autochthonus chalybiellus ingår i släktet Autochthonus och familjen äkta malar. Inga underarter finns listade i Catalogue of Life.